# Narjahanam
Narjahanam (старое арабское слово, обозначающее «Огонь Ада») — бахрейнская блэк-метал-группа.

## История
Группа Narjahanam начиналась как сторонний проект Gravedom в середине 2004 года. Единственная причина, по которой Narjahanam стал главным проектом: «Идеи и концепции песен и лирических тем не соответствуют Gravedom, поскольку тексты Gravedom и Narjahanam имеют разные концепции».
Narjahanam родом из земли Dilmun, в Эдемском саду (который сейчас называется Бахрейном) на Ближнем Востоке, недалеко от Саудовской Аравии.

## Стилистика
В песнях говорится, в основном, о древней истории Ближнего Востока, кровопролитных войнах, религиях, культурах и т. д., об уничтожении человечества и конце света. Narjahanam всегда будет с гордостью представлять темные и таинственные древние истории Ближнего Востока, что берут своё начало за тысячи лет до нашей эры.

## Дискография
- 2007 — Undama That’hur Al Shams Mn Al Gharb
- 2013 — Wa Ma Khufiya Kana A’atham

## Участники группы
- Busac — инструменты, программирование ударных
- Mardus — инструменты, вокал

Оба участника играют также в группе Smouldering in Forgotten, исполняющей блэк/дэт-метал в духе Belphegor.